# عقد 310 هـ
عقد 310 هـ هو الفترة بين عام 310 إلى 319 في التقويم الهجري، أي العشر سنوات الثانية من القرن الرابع الهجري.